# Wybory parlamentarne w Polsce w 1947 roku
Wybory parlamentarne w Polsce w 1947 roku – wybory do Sejmu Ustawodawczego przeprowadzone w Polsce 19 stycznia 1947, sfałszowane przez aparat policyjny (Ministerstwo Bezpieczeństwa Publicznego podporządkowane PPR), przy bezpośrednim udziale funkcjonariuszy NKWD, metodami wypróbowanymi we wcześniejszym referendum (1946).

## Geneza
Zgodnie z postanowieniami konferencji jałtańskiej, legitymizacja władzy w Polsce miała się dokonać na drodze demokratycznych wyborów w jak najkrótszym terminie. Do tego czasu rządzić miał Tymczasowy Rząd Jedności Narodowej powołany w trakcie konferencji moskiewskiej w czerwcu 1945 pod nadzorem trzech mocarstw koalicji antyhitlerowskiej i uznany wówczas przez mocarstwa za legalny rząd polski, przy jednoczesnym wycofaniu uznania przez Wielką Brytanię i USA rządowi RP na uchodźstwie. Na konferencji poczdamskiej Bolesław Bierut zobowiązał się na piśmie do przeprowadzenia wolnych i nieskrępowanych wyborów na początku 1946 roku, co było warunkiem poparcia Wielkiej Brytanii dla polskich roszczeń terytorialnych wobec Niemiec. Wybory zostały przeprowadzone w rok później – 19 stycznia 1947. Wiele kontrowersji i niejasności budził zapis postanowień konferencji jałtańskiej, przewidujący dopuszczenie do udziału w wyborach wyłącznie partii „demokratycznych i antynazistowskich”. W rzeczywistości nie istniała w Polsce żadna grupa polityczna, która w swoim programie nie miała walki z nazistowskimi Niemcami, natomiast jedynymi ugrupowaniami niedemokratycznymi były sanacja, ONR oraz komuniści. Tymczasem – paradoksalnie – to ci ostatni mieli w praktyce decydować o tym, które ugrupowania są demokratyczne, a które nie. Zasadę tę wykorzystali przeciwko Stronnictwu Narodowemu (endecji) – jednej z najważniejszych partii politycznych II RP i Polskiego Państwa Podziemnego, któremu uniemożliwiono legalizację.
Przywódcy Polskiej Partii Robotniczej zdawali sobie sprawę z faktu, że nie cieszą się takim poparciem społecznym, które pozwoli im w sposób w pełni legalny i demokratyczny wygrać wybory. Wykorzystując fakt, iż wielka trójka nie określiła dokładnego terminu, w jakim miało odbyć się głosowanie, odwlekali jego przeprowadzenie, tak by zyskać niezbędny czas na przygotowanie całej operacji sfałszowania jego wyników. Jednocześnie dążyli do podporządkowania sobie polskiej sceny politycznej poprzez „odtwarzanie” przedwojennych stronnictw, które miały działać jako tzw. partie koncesjonowane. Oznaczało to, że komuniści zawłaszczali nazwy przedwojennych, niekomunistycznych partii politycznych i przejmowali w nich kierownicze funkcje zanim prawdziwi, przedwojenni politycy tych ugrupowań – działający na emigracji bądź w podziemiu – zdążyli się ujawnić lub powrócić do kraju. W ten sposób powstały trzy ugrupowania satelickie wobec PPR: Polska Partia Socjalistyczna, Stronnictwo Ludowe i Stronnictwo Demokratyczne. Wszystkie te cztery partie (PPR, PPS, SL, SD) weszły w skład utworzonego jesienią 1946 r. tzw. Bloku Demokratycznego, który wystawił wspólną listę wyborczą do Sejmu Ustawodawczego. Natomiast do początkowo niezależnego i deklarującego samodzielny start w wyborach Stronnictwa Pracy
wprowadzono grupę sprzyjających komunistom działaczy, którzy mieli
kontrolować to ugrupowanie od wewnątrz. Podobne rozwiązanie zastosowano w odniesieniu do powstałego nieco później Polskiego Stronnictwa Ludowego „Nowe Wyzwolenie”. Opozycję wobec PPR i ugrupowań w różnym stopniu od niego zależnych stanowiło Polskie Stronnictwo Ludowe – jedyna platforma opozycyjna społeczeństwa tolerowana w ograniczonym stopniu przez władze komunistyczne.

## Wybory

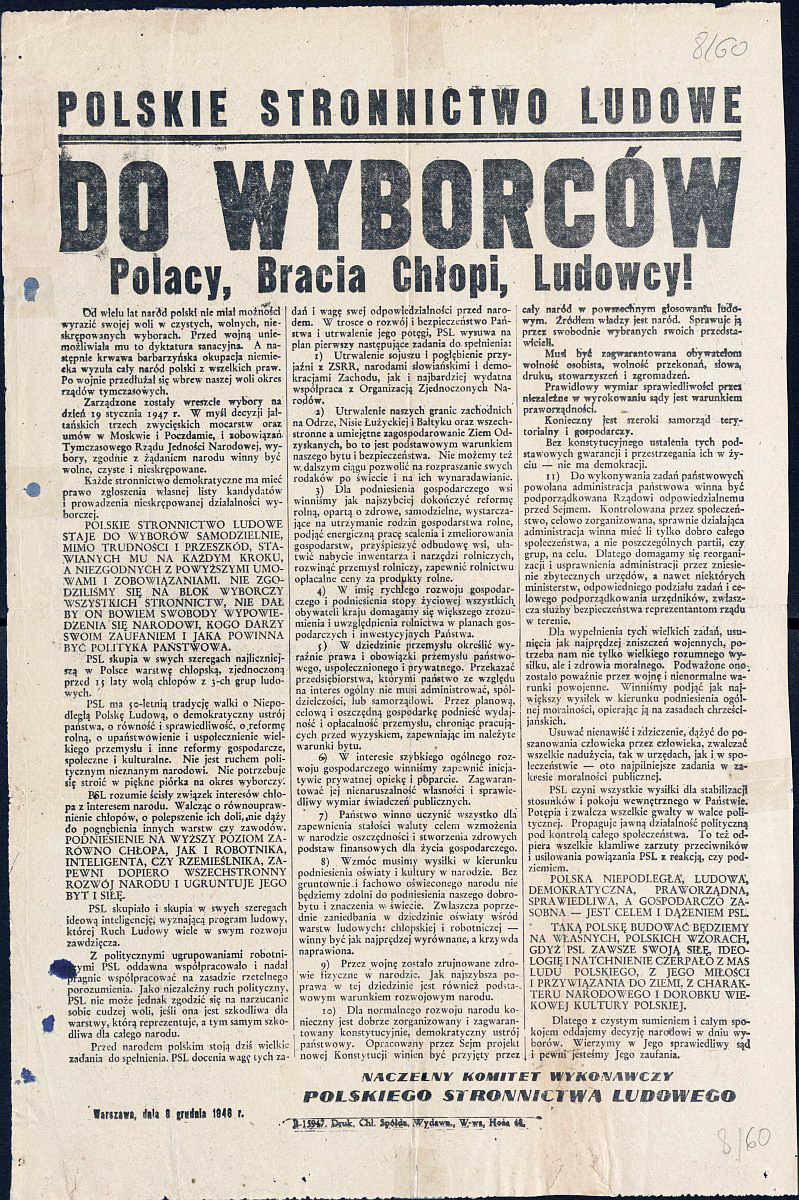
Odezwa wyborcza Polskiego Stronnictwa Ludowego, grudzień 1946

4 grudnia 1946 Bolesław Bierut poprosił o pomoc funkcjonariuszy MGB, którzy wcześniej sfałszowali wyniki referendum ludowego. 10 stycznia 1947 do Warszawy przybyła ekipa płk Arona Pałkina, naczelnika wydziału D MGB, specjalizująca się w fałszowaniu i preparowaniu dokumentów pisanych.
Państwowa Komisja Bezpieczeństwa przeprowadziła skoordynowaną akcję LWP, KBW, MO, UB i ORMO przeciwko działaczom i politykom PSL. Aresztowano ok. 50–60 tysięcy lokalnych działaczy i sympatyków PSL. Wielu zatrzymanym nie przedstawiono żadnych oficjalnych zarzutów lub nakazu aresztowania. Tajne bojówki PPR i UB, terroryzowały wsie, dokonując skrytobójczych mordów na ok. 200 członkach PSL. Zmobilizowano też agenturę UB, której zadaniem miała być penetracja środowisk ludowców. W tym samym czasie LWP, UB i Grupy Ochronno-Propagandowe KBW rozpoczęły akcję propagandowo-dezinformacyjną mającą na celu skompromitowanie PSL w oczach społeczeństwa. W ramach represji rozwiązano struktury powiatowe PSL, co uniemożliwiło im wystawienie własnych kandydatów w wyborach. W każdym okręgu wyborczym Blok Demokratyczny znajdował się na liście nr 3.
Unieważniono dziesięć okręgowych list wyborczych PSL (na 52 okręgi wyborcze) obejmujące 76 kandydatów.
Władze komunistyczne pozbawiły praw wyborczych 409 326 osób. Zwerbowano agentów UB, wśród członków komisji wyborczych (ogółem 47,2% składu wszystkich komisji obwodowych i 43,3% składu komisji okręgowych). Na ok. 5,5 tys. komisji obwodowych rządowi udało się utworzyć aż 3515 komisji złożonych wyłącznie z członków PPR. PSL wprowadziło swoich mężów zaufania tylko do 1,3 tys. komisji.
Na naradzie I sekretarzy komitetów wojewódzkich PPR Zenon Kliszko oświadczył: „Na masowy retusz nie pójdziemy i z tego należy wyciągnąć wnioski”, a odpowiedzialny za kadry partyjne Roman Zambrowski zalecał unikanie „rozmaitych machlojek i poprawek kancelaryjnych”.
Protokół z posiedzenia Państwowej Komisji Wyborczej z 27 stycznia 1947 został ogłoszony w Monitorze Polskim z 28 stycznia 1947.
Przeprowadzone 19 stycznia 1947 wybory zostały sfałszowane praktycznie na każdym szczeblu komisji wyborczych. Szczegółowy raport z 14 lutego 1947 ujawnił, że fałszerstw dokonali ludzie wyznaczeni przez polskich działaczy przy technicznym nadzorze i wsparciu funkcjonariuszy radzieckich. W celu zachowania pełnej konspiracji Bierut wraz z kierownictwem PPR zarządził jednocześnie podjęcie dodatkowych kroków, a mianowicie zamianę urn wyborczych w niektórych obwodach, podrzucanie do urn kart do głosowania, a w niektórych komisjach, gdzie nie było mężów zaufania z partii Mikołajczyka, przygotowanie dwóch egzemplarzy protokołów; w jednym z nich miało nie być danych liczbowych. Protokół bez liczb miała następnie otrzymać trójka z PPR w celu wpisania odpowiednich danych – pisano. Tam gdzie nie było obserwatorów PSL, „trójki” PPR sporządzały po głosowaniu zupełnie nowe, fałszywe protokoły wyborów.
Zachowane źródła nie pozwalają na odtworzenie prawdziwego wyniku wyborów. Na podstawie danych ze stu obwodów (na ponad 6 tys.) na PSL oddano 63 proc. głosów, a na listę tzw. bloku – 27 procent.
Podwójną dokumentację wyborczą – zarówno prawdziwą, jak i sfałszowaną – prowadzono wyłącznie w wojsku, w celu określenia realnych nastrojów społecznych. Z zachowanych materiałów wynika, że na 121 479 wojskowych 12 768 oddało głosy na PSL. Z danych NKWD przesłanych do Stalina wynika z kolei, że w skali kraju blok frakcji rządzących uzyskał około 50% głosów.

## Sfałszowane wyniki wyborów
|     | Ugrupowanie                                  | Mandaty | % głosów |
|     | Blok Demokratyczny (PPR, PPS, SL, SD)        | 394     | 80,1%    |
| PPS | 116                                          |         |          |
| PPR | 114                                          |         |          |
| SL  | 109                                          |         |          |
| SD  | 41                                           |         |          |
|     | Polskie Stronnictwo Ludowe                   | 28      | 10,3%    |
|     | Stronnictwo Pracy                            | 12      | 4,7%     |
|     | Polskie Stronnictwo Ludowe „Nowe Wyzwolenie” | 7       | 3,5%     |
|     | Bezpartyjni                                  | 3       | 1,4%     |

Rozkład mandatów w Sejmie Ustawodawczym

Głosy zgodnie z Ordynacją Wyborczą do Sejmu Ustawodawczego (z dnia 22 września 1946) miały być przeliczane na mandaty metodą d’Hondta.